# The Lone Wolf (film, 1924)

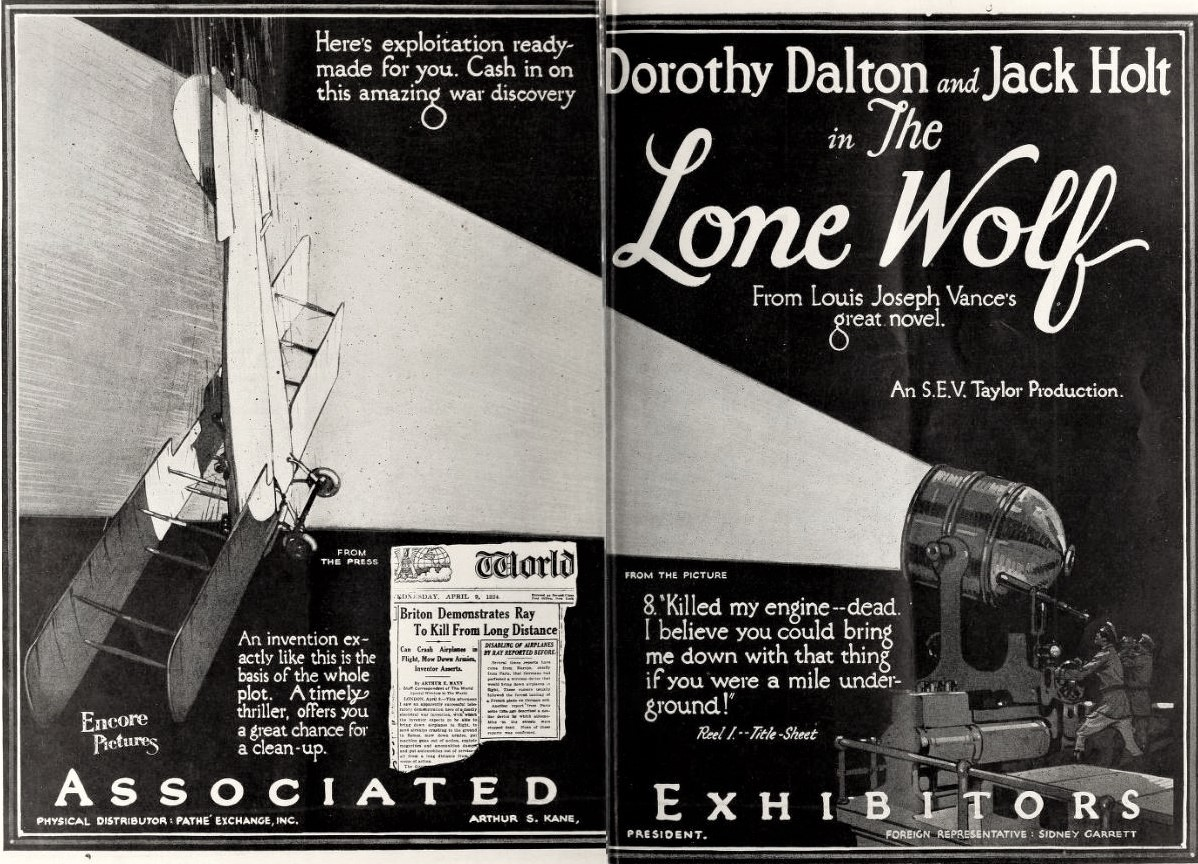
Annonce pour le film dans Exhibitors Trade Review.

Pour les articles homonymes, voir The Lone Wolf.
The Lone Wolf est un film américain réalisé par Stanner E. V. Taylor et sorti en 1924. Il est adapté du roman du même nom de Louis Joseph Vance.

## Synopsis
Un escroc international est chargé de récupérer des documents confidentiels pour le compte du Gouvernement américain en échange d'une amnistie général mais il va tomber amoureuse d'une membre du gang qu'il doit infiltrer...   

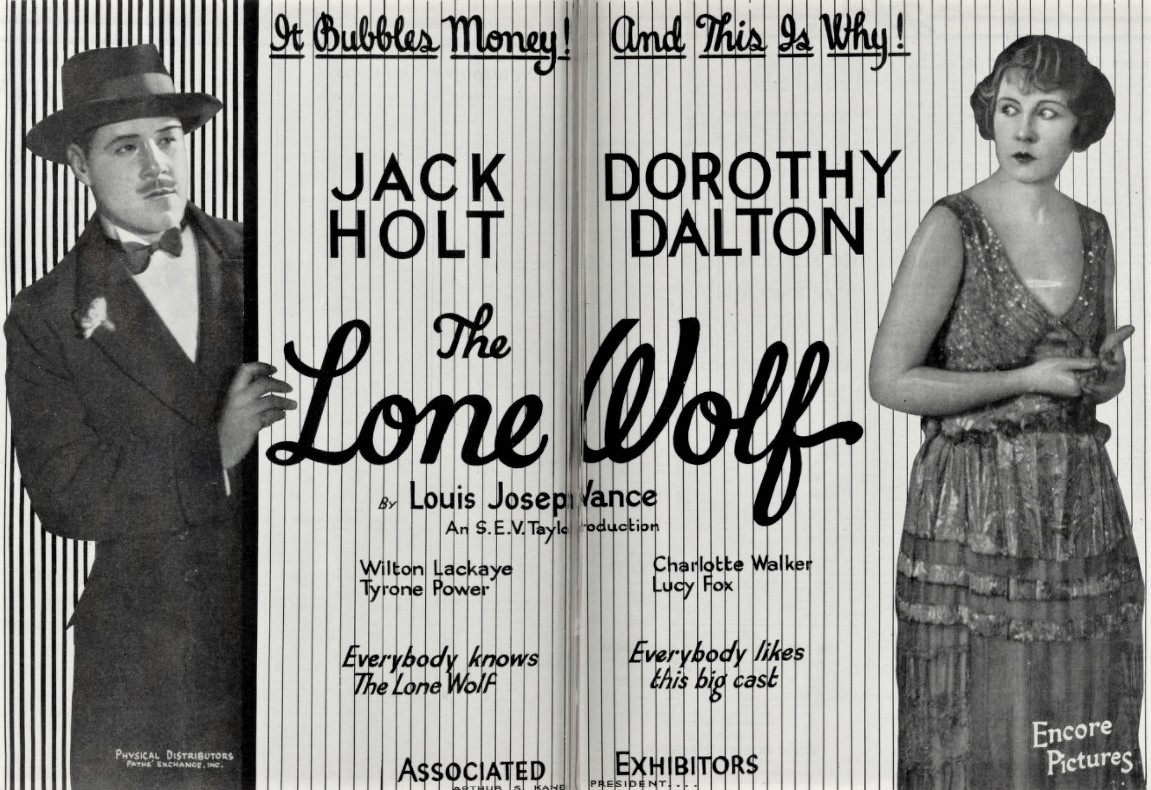
Jack Holt et Dorothy Dalton dans une réclame pour le film.

## Fiche technique
- Réalisation : Stanner E. V. Taylor
- Scénario : d'après le roman The Lone Wolf de Louis Joseph Vance
- Producteur : John McKeon
- Photographie : Jack Brown
- Genre : Mélodrame[1]
- Distributeur : Associated Exhibitors
- Durée : 60 minutes
- Date de sortie : 17 avril 1924

## Distribution
- Dorothy Dalton : Lucy Shannon
- Jack Holt : Michael Lanyard
- Wilton Lackaye : William Burroughs
- Tyrone Power, Sr. : Bannon
- Charlotte Walker : Clare Henshaw
- Lucy Fox : Annette Dupre
- Edouard Durand : Popinot
- Robert T. Haines : Solon
- Gustav von Seyffertitz : Wetheimer
- Alphonse Ethier : Eckstrom
- William H. Tooker : Ambassador
- Paul McAllister : Conte de Morbihan